# Llista de cims més alts per municipi de Mallorca
Aquesta llista conté el punt més alt de cada terme de Mallorca. La font de l'altitud són els mapes de l'editorial Alpina; quan no apareix en aquesta font, s'indica la font emprada.
En cursiva quan el punt no es troba en un cim, sinó al coster d'un cim que culmina en un altre terme. En negreta si tenen vèrtex geodèsic. Si està en negreta i en cursiva, se sobreentén que el vèrtex és al cim de la muntanya i, per tant, fora del terme.
| Municipi        | Punt                           | Altitud (m) | Notes |
| --------------- | ------------------------------ | ----------- | --- |
| Alaró           | Puig de la Coma dels Carboners | 842         | A la Serra d'Amós, dins les terres de Solleric, no lluny de la Rateta |
| Alcúdia         | Talaia d'Alcúdia               | 446         | |
| Algaida         | Puig de Randa                  | 556         | El punt més alt conforma una esplanada entre els radars i l'edifici del santuari, però el vèrtex geodèsic es troba al santuari. |
| Andratx         | Mola de l'Esclop               | 928         | |
| Ariany          | La Corbatera                   | 145         | A l'extrem sud-oriental del terme. El pujol fa 151 m i culmina dins el terme de Petra. |
| Artà            | Talaia Freda                   | 564         | |
| Banyalbufar     | Mola de Planícia               | 941         | |
| Binissalem      | Penyal dels Bous               | 403         | Al nord del terme, a la Serra de Bellveure |
| Búger           | Vila de Búger                  | 105         | El punt més alt es troba al barri dels Molins, darrere l'Església. És l'únic terme de Mallorca que té el punt més alt a la vila. |
| Bunyola         | Puig de la Rateta              | 1113        | |
| Calvià          | Puig de Galatzó                | 1027        | |
| Campos          | Puig dels Monjos               | 130         | Al nord del terme, vora la carretera a Porreres. El pujol fa 135 m i culmina dins el terme de Porreres. |
| Campanet        | La Capella Blava               | 682         | |
| Capdepera       | Puig del Racó                  | 386         | A l'oest del terme, vora la carretera a Artà |
| Consell         | Camí del Raiguer               | 165         | El límit nord del terme, que fa frontera amb Alaró, ressegueix aproximadament la cota 160 m, i segueix íntegrament el camí, el qual neix dins el terme de Santa Maria, a la carretera que va a Bunyola, i acaba a la vila de Lloseta.                                              |
| Costitx         | Puig d'en Pau                  | 186         | Al sud-est de la vila |
| Deià            | Puig del Teix                  | 1065        | Al cim de la muntanya del Teix hi ha tres cims. El que conté el vèrtex geodèsic sol ser considerat el principal, però la major part de fonts consideren que l'altre és un metre més alt. Sovint el del vèrtex és considerat el principal, mentre que l'altre rep el nom de Teixot. |
| Escorca         | Puig Major de Son Torrella     | 1436        | Abans de fer-ne explotar el cim feia 1445 metres. El vèrtex geodèsic és situat a 1415 metres, al nord-est dels radars. |
| Esporles        | Mola de Planícia               | 895         | A l'extrem occidental del terme, a uns 500 metres a l'est del cim, localitzat dins el terme de Banyalbufar |
| Estellencs      | Puig de Galatzó                | 1027        | |
| Felanitx        | Puig de Son Salvador           | 510         | El punt més alt i el vèrtex geodèsic es troben a l'edifici del santuari. |
| Fornalutx       | Penyal del Migdia              | 1382        | |
| Inca            | Puig de la Minyó               | 300         | A la serra de Santa Magdalena, al sud de l'Ermita |
| Lloret          | Puig de les Algorfes           | 220         | A l'est del terme. El pujol fa 225 m i culmina dins el terme de Sant Joan. |
| Lloseta         | Puig de la Creu                | 640         | A l'extrem nord del terme, dalt de la muntanya de l'Estorell. El puig fa 665 m i culmina dins el terme de Mancor. |
| Llubí           | Puig de les Tres Fites         | 172         | A l'extrem sud del terme, al trifini amb Sineu i Maria, vora la possessió de Son Cloques del terme de Sineu |
| Llucmajor       | Puig de Randa                  | 500         | El límit del terme passa per les timbes del massís de Randa, que culmina a 556 m dins el terme d'Algaida. |
| Manacor         | Muntanya de Calicant           | 477         | |
| Mancor          | Puig de la Fita                | 899         | Els mapes indiquen que el Puig de la Fita és un cim situat escassos metres més al nord-est, a 895 m, fora del terme de Mancor. El cim secundari, aquest sí dins el terme de Mancor, és, de fet, més elevat que l'anterior.                                                         |
| Maria           | Puig de les Tres Fites         | 172         | A l'extrem oest del terme, al trifini amb Sineu i Llubí, vora la possessió de Son Cloques del terme de Sineu |
| Marratxí        | Puig d'en Xixilis              | 228         | Esplanada elevada, on se situen les cases de Can Pistola i Can Parrisco, al nord de la vila de Pòrtol |
| Muro            | Turó de Son Jeroni             | 127         | Al sud del terme, a l'oest de la possessió de Son Jeroni |
| Palma           | Puntals de Valldurgent         | 511         | |
| Petra           | Puig de Bonany                 | 318         | |
| La Pobla        | Puig de la Talaia de Son Vila  | 332         | Entre la carretera a Pollença i la carretera a Alcúdia |
| Pollença        | Puig de Ca de Míner            | 884         | A la muntanya hi ha tres cims, i en certs mapes el cim més elevat no es considera el principal |
| Porreres        | Puig d'en Femella              | 294         | Vora el camí de la Mesquida |
| Puigpunyent     | Puig de Galatzó                | 1027        | |
| Les Salines     | Pleta d'en Ximena              | 90          | A l'extrem nord del terme. El pujol culmina dins el terme de Santanyí, a 109 metres d'altitud. |
| Sant Joan       | Puig de Bonany                 | 310m        | El puig culmina uns metres més al nord, dins el terme de Petra, a 318 metres d'altitud. |
| Sant Llorenç    | Puig d'Alpara                  | 487         | |
| Santa Eugènia   | Puig de Son Seguí              | 325         | |
| Santa Margalida | Turó de la Teulada             | 114         | A l'oest del Torrent de Binicaubell |
| Santa Maria     | Puig de na Marit               | 664         | |
| Santanyí        | Puig Gros                      | 272         | Al nord-oest del Puig de Consolació |
| Selva           | Puig de n'Alí                  | 1038        | |
| Sencelles       | Cal Garriguer                  | 170         | A l'extrem sud del terme, en un pendent cap a la vila de Pina, al terme d'Algaida, que no forma cap puig ni pujol |
| Sineu           | Puig d'en Carnisser            | 220         | Cim situat al nord del Puig de Sant Nofre |
| Sóller          | Serra d'Alfàbia                | 1069        | La Serra d'Alfàbia té diversos cims. El que té el vèrtex geodèsic està situat exclusivament dins el terme de Bunyola, però no és el més alt, que està situat a la partió entre Sóller i Bunyola.                                                                                   |
| Son Cervera     | Puig del Coll                  | 372         | A l'oest del terme, a la frontera amb Sant Llorenç |
| Valldemossa     | Puig del Teix                  | 1035        | Al nord-est del terme, a uns 300 metres al sud-oest del cim, localitzat dins el terme de Deià |
| Vilafranca      | Puig de Bonany                 | 155         | El puig culmina dins el terme de Petra, a 318 metres d'altitud. |